# Sainte-Cécile-de-Whitton
Sainte-Cécile-de-Whitton es un municipio canadiense situado en la provincia de Quebec.

## Superficie
Sainte-Cécile-de-Whitton tiene una superficie de 146,46 km².

## Demografía
En 2021, tenía 853 habitantes, una densidad poblacional de 5,8 hab./km², y 491 viviendas.